# Garoé

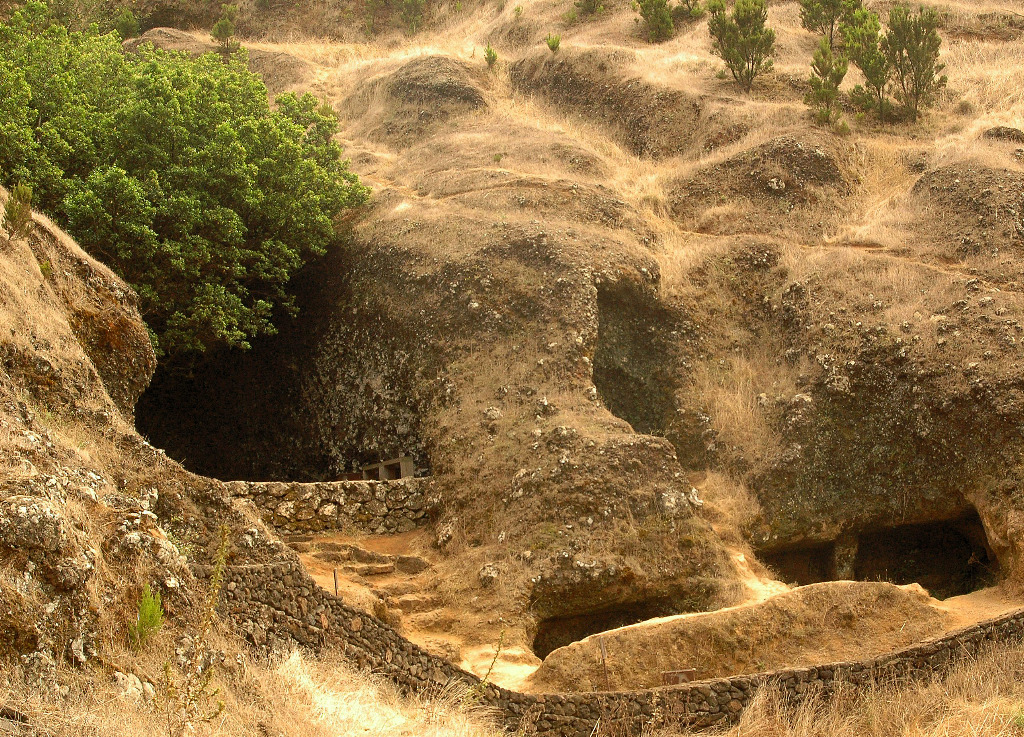
Der Garoé in einer Felsnische (links)

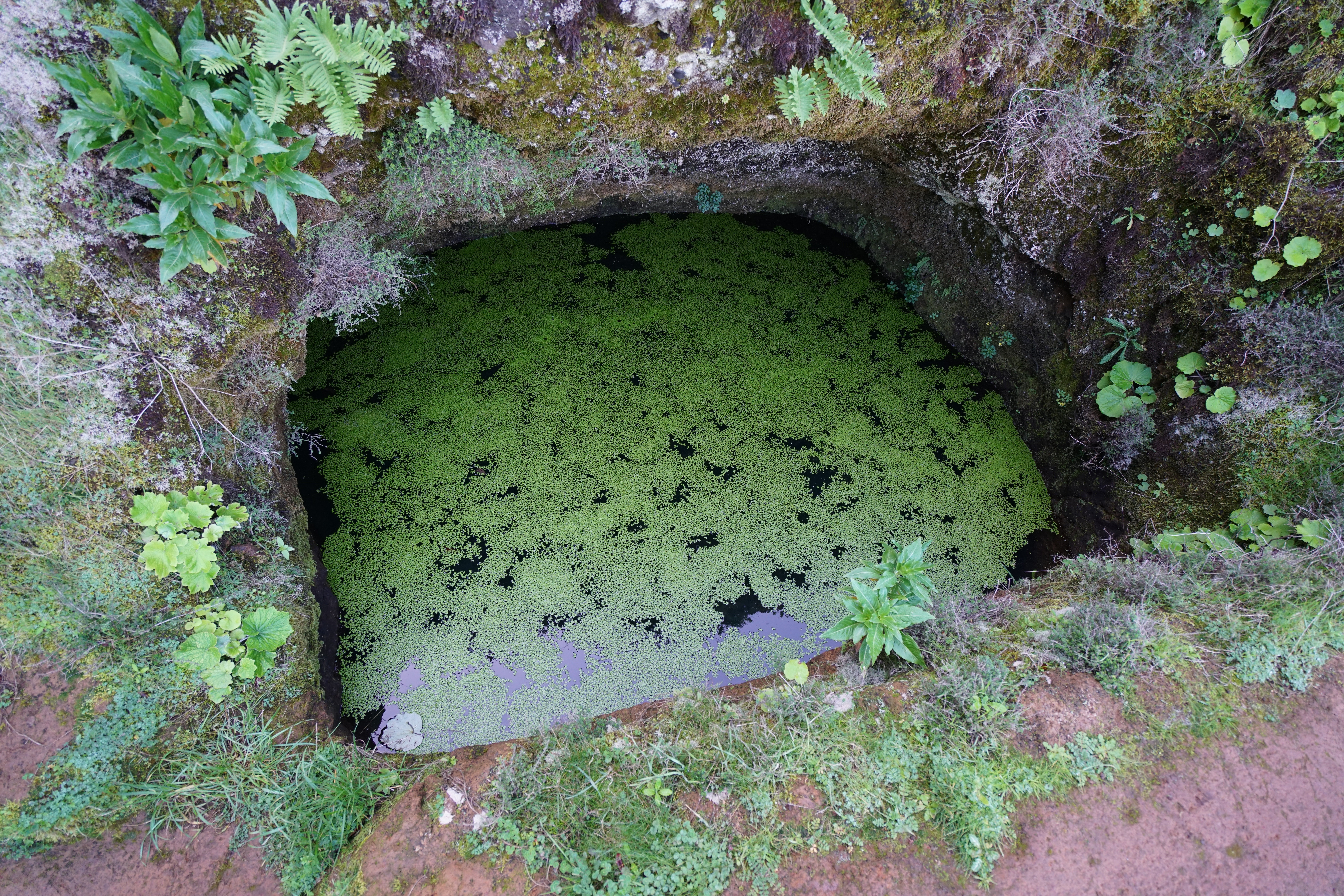
Wassersammelbecken beim Garoé

Wappen von El Hierro

Der Garoé war der heilige Baum (Arbol Santo) der Ureinwohner (Bimbaches) der zu Spanien gehörenden Kanaren-Insel El Hierro. Das Wappen El Hierros zeigt ihn als Baum mit Wolken in seiner Krone.

## Geschichte
Durch seine hohe Lage in den Bergen, dem Nordost-Passat ausgesetzt, kondensiert der Garoé ständig Luftfeuchtigkeit aus den tief hängenden Wolken an den Blättern und Zweigen, wie es viele andere Bäume der Insel auch tun (Nebelkondensation). Der Ur-Baum soll sehr hoch und seine dicht belaubte Krone sehr groß gewesen sein. Er hat den Ureinwohnern, auf El Hierro Bimbaches genannt, das Überleben gesichert, da er wohl selbst in Dürrezeiten noch Wasser liefern konnte. Er soll sogar sehr viele Liter Wasser pro Tag abgeregnet haben. Aus Überlieferungen geht hervor, dass er in einem selbst erschaffenen Tümpel stand. Zu dieser Zeit konnte die ganze Insel mit Wasser, das in Bäumen kondensierte, versorgt werden.
Der ursprüngliche Baum wurde 1610 von einem Sturm entwurzelt. Der Mönch Abreu y Galindo will ihn noch mit eigenen Augen gesehen haben. An des Ur-Baumes Stelle wurde 1945 ein Stinklorbeer-Baum gepflanzt. Inzwischen ist er mit Moos und Flechten bewachsen und steht in einer Felsnische. Das Wasser kondensiert auch heute noch an dem sieben Meter hohen Baum und es scheint bei dichtem Nebel tatsächlich etwas zu regnen.
Einer der vielen Legenden nach leitete der Baum sein Wasser bei einer Invasion der feindlichen Kastilier in eine Grube bei seinen Wurzeln, wo es die Einwohner sammelten und so der Belagerung wesentlich länger als erwartet widerstehen konnten. Wären sie nicht von Agarfe, einer jungen Bimbache-Frau, verraten worden, hätten sie vielleicht die durstenden Invasoren zurückschlagen können.
Wie auch immer sich die Legenden zugetragen haben mögen, so blieb der heilige Garoé als Wunderquelle und Symbol der Rettung in der Not im Kopf der Inselbewohner lebendig.